# Campionati del mondo di ciclismo su strada 2024 - Cronometro maschile Junior
La trentesima edizione della cronometro maschile Junior dei Campionati del mondo di ciclismo su strada si svolse il 23 settembre 2024 con partenza ed arrivo da Zurigo in Svizzera, su un percorso totale di 24,9 km. La vittoria fu appannaggio del francese Paul Seixas che completò il percorso con il tempo di 28'08"43 alla media di 53,091 km/h, precedendo il belga Jasper Schoofs e l'altro belga Matisse Van Kerckhove.
Accreditati alla partenza 66 ciclisti di 42 nazionalità diverse.

## Classifica (Top 10)
| Pos. | Corridore             | Squadra     | Tempo    |
| ---- | --------------------- | ----------- | -------- |
| 1    | Paul Seixas           | Francia     | 28'08"43 |
| 2    | Jasper Schoofs        | Belgio      | a 6"31   |
| 3    | Matisse Van Kerckhove | Belgio      | a 7"13   |
| 4    | William Holmes        | Australia   | a 15"43  |
| 5    | Seth Dunwoody         | Irlanda     | a 23"94  |
| 6    | Albert Philipsen      | Danimarca   | a 24"74  |
| 7    | Lorenzo Finn          | Italia      | a 25"63  |
| 8    | Carl Emil Pedersen    | Danimarca   | a 35"54  |
| 9    | Ashlin Barry          | Stati Uniti | a 41"50  |
| 10   | Conor Murphy          | Irlanda     | a 42"30  |